# Intermission (Album)
Intermission ist ein am 26. Juni 2001 veröffentlichtes Musikalbum der finnischen Band Stratovarius. Es stellt eine Kompilation verschiedener Lieder dar, die zuvor bereits als Bonustracks, B-Seiten und Liveaufnahmen veröffentlicht worden waren.
Der Titel „Intermission“ bezeichnet im Englischen eine Sendepause und bezieht sich darauf, dass die Band nach den Tourneen zum Vorgängeralbum „Infinite“ eine längere Schaffenspause angekündigt hatte.

## Liste der Titel
1. Will My Soul Ever Rest in Peace? (4:56)
2. Falling Into Fantasy (5:14)
3. The Curtains Are Falling (4:25)
4. Requiem (2:54)
5. Bloodstone (3:55)
6. Kill the King (4:36)
7. I Surrender (live, 3:47)
8. Keep the Flame (2:48)
9. Why Are We Here? (4:43)
10. What Can I Say (5:12)
11. Dream With Me (5:14)
12. When the Night Meets the Day (5:26)
13. It’s a Mystery (4:04)
14. Cold Winter Nights (5:15)
15. Hunting High and Low (live, 4:55)

Gesamtspielzeit: 67 min 24 s

## Herkunft und Bedeutung der Lieder
- „Will My Soul Ever Rest In Peace?“ und „Falling Into Fantasy“ sind zwei eigens für das Album komponierte und eingespielte Lieder.
- „The Curtains Are Falling“ wurde zeitgleich mit dem „Infinite“-Album aufgenommen, jedoch weder dort noch andernorts veröffentlicht.
- „Requiem“ ist ebenfalls bisher unveröffentlicht, es handelt sich dabei um ein live als Konzert-Intro verwendetes Musikstück.
- „Bloodstone“, eine Coverversion von Judas Priest, erschien auf einem Tribute-Album.
- „Kill the King“ ist ein Cover von Rainbow und erschien ebenfalls auf einem Tribute-Album sowie auch als B-Seite der „Father Time“-Single. Dieser Song wird von Gitarrist Timo Tolkki gesungen.
- „I Surrender“ ist eine live aufgenommene Coverversion des Liedes von Rainbow (komponiert von Russ Ballard), die zuvor unveröffentlicht war.
- „Keep the Flame“ war ein Bonustrack der japanischen Ausgabe der „Father Time“-Single.
- „Why Are We Here?“ und „It’s a Mystery“ waren als Bonustracks einer Doppel-CD-Ausgabe von „Infinite“ veröffentlicht worden. Außerdem waren beide Lieder kurzzeitig als 7"-Single erhältlich.
- „What Can I Say“ war der japanische Bonustrack des „Infinite“-Albums.
- „Dream With Me“ war als Bonustrack auf der Best-of-CD „The Chosen Ones“ (1999) enthalten.
- „When the Night Meets the Day“ war der Japan-Bonustrack des Albums „Episode“.
- „Cold Winter Nights“ war ein Bonustrack auf europäischen Ausgaben des Albums „Destiny“.
- „Hunting High and Low“ wurde auf der Tour zu „Infinite“ aufgenommen.

## Versionen
Das Album erschien in verschiedenen Ausgaben. Neben der regulären Einzel-CD existiert eine Digipack-Fassung mit einer Bonus-CD, auf der folgende Lieder enthalten waren:
1. Freedom (Demo, 5:10)
2. Neon Light Child (Demo, 4:33)

Die Spielzeit der Bonus-CD liegt bei 9 min 43 s. „Freedom“ stammt in der regulären Fassung vom „Infinite“-Album, „Neon Light Child“ dagegen von der „Hunting High and Low“-Single.
Zusätzlich gibt es eine Version der Einzel-CD, die als 16. Titel eine Coverversion des Scorpions-Liedes „Blackout“ enthält. Diese Coverversion stammt von der 1998 erschienenen Single zum Lied „S.O.S.“.
Neben den CDs erschien auch eine LP-Fassung, bei der sich die Lieder auf zwei Picture Discs verteilten. Beide Schallplatten wurden zusammen mit einer mit dem Bandlogo versehenen Auflage für den Plattenteller in einer Box ausgeliefert.